# أنجل و كريز
أنجل و كريز هما ثنائي ريغيتون بورتوريكي ، شكله أنجيل ريفيرا غوزمان (أنجل) ، مواليد 9 مارس 1980 وكريستيان كولون رولون (كريز) ، مواليد 7 يونيو 1981.

## روابط خارجية
- هذه المقالة مترجمة جزئيا أو كليا من مقالة  ويكيبيديا الإنجليزية معنونة (بالإنجليزية) «Ángel & Khriz» (طالع قائمة المشاركين في التحرير)
- أنجل و كريز على أول ميوزيك
- أنجل و كريز  على فيسبوك.
- khrizyangel على تويتر.
- أنجل و كريز على إنستغرام
- . على يوتيوب